# Lighthouse Family
I Lighthouse Family sono stati un duo musicale britannico, originario di Newcastle upon Tyne, composto da Tunde Baiyewu e Paul Tucker.

## Storia
La band si forma nel 1993, all'epoca in cui entrambi i membri lavoravano in un bar, dopo essersi incontrati nell'università locale. La formazione rimane attiva per un decennio, fino allo scioglimento nel 2003. Il loro primo album risale al 1996 (Ocean Drive), e fra i loro brani di maggior successo vi è High (1997), parte dell'album Postcards from Heaven (lett. "Cartoline dal Paradiso").
Nel 2011 il duo ritorna con un nuovo tour in UK e nel 2019 pubblica un nuovo album di inediti, il primo dopo 18 anni. A luglio del 2022 il duo si è sciolto definitivamente rifiutandosi di suonare insieme per un'ultima volta al Mouth of the Tyne Festival di Tynemouth che aveva già registrato il tutto esaurito per la loro esibizione.

## Formazione
- Tunde Baiyewu
- Paul Tucker

## Discografia

### Album
- 1995 - Ocean Drive (UK numero 3, GER numero 26)
- 1997 - Postcards from Heaven (UK numero 2, GER numero 5)
- 2001 - Whatever Gets You Through the Day (UK numero 7, GER numero 3)
- 2019 -  Blue Sky In Your Head (UK numero 3)

### Raccolte
- 2002 - Greatest Hits (UK numero 23, GER numero 12)
- 2003 - The Very Best of Lighthouse Family (UK numero 9)
- 2004 - Relaxed & Remixed

### Singoli
- 1995 - Lifted (UK numero 4, GER numero 62)
- 1995 - Ocean Drive (UK numero 11, GER numero 69)
- 1996 - Goodbye Heartbreak (UK numero 14, GER numero 86)
- 1996 - Loving Every Minute (UK numero 20, GER numero 98)
- 1997 - Raincloud (UK numero 6, GER numero 70)
- 1997 - High (UK numero 4, GER numero 4, ITA numero 2)
- 1998 - Lost in Space (UK numero 6)
- 1998 - Question of Faith (UK numero 21, GER numero 66)
- 1999 - Postcard from Heaven (UK numero 24)
- 2001 - (I Wish I Knew How It Would Feel To Be) Free / One (UK numero 6, GER numero 10)
- 2002 - Run (UK numero 30)
- 2002 - Happy (UK numero 51, GER numero 82)
- 2003 - I Could Have Loved You
- 2019 - My Salvation
- 2019 - Light On
- 2019 - Live Again